# Fiera di Amantea
La Feria de Amantea (Fiera di Amantea en italiano) es una feria anual que tiene lugar en el centro de la ciudad de Amantea, en la calle principal, Via Regina Margherita. El evento dura una semana y lo organiza la administración municipal con las asociaciones de comerciantes el primer fin de semana de noviembre.
Durante la feria, entre el folclore y la tradición, las calles se transforman en una tienda al aire libre con más de 500 puestos en los que se pueden adquirir diversos artículos y productos.

## Historia
La Feria de Amantea es el evento más antiguo del país, remontándose a más de quinientos años. No es posible establecer la fecha exacta de la primera edición de la feria, ni el impacto económico concreto que pudo tener el evento en el pasado.
Sin embargo, hay pruebas de que la Feria se celebra desde el siglo XVI. Un privilegio del 31 de enero de 1529 concedido por Filiberto di Chalons, príncipe de Orange y virrey de Nápoles, impuso normas específicas para la organización administrativa y jurídica de la Feria.
En los primeros años del siglo XX, la Feria pasó a llamarse oficialmente "Fiera dei Morti" (Feria de los Muertos) y las fechas del evento se fijaron del 27 de octubre al 2 de noviembre.
Amantea siempre ha representado un centro de encuentro e intercambio para el comercio de Calabria. Operadores de toda la Región, y también de otras partes del sur de Italia, acuden a la ciudad para exponer y vender sus productos artesanales (productos alimenticios, artesanía calabresa, italiana y extranjera, confitería, ropa de cama, menaje, ropa, marroquinería, calzado, cerámica, joyería, juguetes...).

## La Feria hoy en día
Entre todos los eventos que se celebran en Amantea durante el año, la Feria de Amantea es uno de los que más gente atrae.
Para los amanteanos es un momento de socialización y celebración de la tradición. Hoy en día, este evento no es tanto un acontecimiento comercial, sino sobre todo una celebración que pertenece a la memoria histórica de la comunidad.